# Salvia jordanii
Salvia jordanii és una espècie de planta amb flors del gènere Salvia dins la família de les lamiàcies.

## Descripció
Es diferencia de l'espècie comuna de romaní Salvia Rosmarinus en tenir les branques tombades (procumbents) una alçada menor (màxim un metre però sovint més menuda) i en tenir més pilositat en tiges i flors, el calze és especialment pilós. Les [flor]s tenen un ventall de colors més ampli, ja que inclouen el blau-porpra.

## Distribució
Rosmarinus eriocalyx només es troba al sud-est d'Espanya i a les costes del nord d'Àfrica. Són espècies de distribució limitada i es considera una espècie en perill.

## Taxonomia
Un estudi filogenètic del 2017 va confirmar d'altres d'anteriors que postulaven la inclusió dels gèneres Dorystaechas, Meriandra, Perovskia, Rosmarinus i Zhumeria, ampliant el nombre d'espècies del gènere Salvia a més de 1000. Això va comportar que el seu nom científic va canviar de Rosmarinus eriocalyx a l'actual Salvia jordanii, i l'antic n'és un dels seus sinònims.
Quan aquesta espècie s'anomenava Rosmarinus eriocalyx, actualment Salvia granatensis i llavors Rosmarinus tomentosus, havia arribat a ser considerada una com una subespècie seva.

### Sinònims
Els següents noms científics són sinònims de Salvia jordanii:
- Rosmarinus eriocalyx Jord. & Fourr.
- Rosmarinus eriocalyx var. pallescens (Maire) Upson & Jury
- Rosmarinus pallescens (Maire) Sennen
- Rosmarinus tournefortii (Noë ex Jord. & Fourr.) Jahand. & Maire